# Stefan Ścibor-Bogusławski
Stefan Tadeusz Ścibor-Bogusławski h. Ostoja (ur. 2 września 1897 w Wilkowicach, zm. 3 marca 1978) – rotmistrz Wojska Polskiego i Polskich Sił Zbrojnych, uczestnik II wojny światowej. Dziedzic Wilkowic.

herb Ostoja

## Życiorys
Przyszedł na świat 2 września 1897 r. w Wilkowicach - majątku rodziców Stanisława i Anny z Lochmanów. W 1918 r. ukończył Gimnazjum im. Kopczyńskiego w Warszawie. 11 listopada 1918 r. jako ochotnik rozpoczął służbę wojskową w 3 pułku ułanów. Od 1920 r. w 201 ochotniczym pułku szwoleżerów. W 1920 r. wstąpił do Centrum Wyszkolenia Kawalerii w Grudziądzu. Dnia 1 kwietnia 1922 r. został podporucznikiem i otrzymał przydział do 3 pułku szwoleżerów im. płk. Kozietulskiego w Suwałkach. Pełnił funkcję dowódcy plutonu, dowódcy 1 szwadronu, a od 1 stycznia 1937 do 31 sierpnia 1939 r. był oficerem mobilizacyjnym. W 1924 r. otrzymał awans na porucznika, a w 1935 r. na rotmistrza. W 1939 r. internowany na Litwie, potem przez Sowietów więziony w Kozielsku II. W sierpniu 1941 r. wstąpił Polskich Sił Zbrojnych w ZSRR, potem służył w APW, następnie do 2 Korpusu gen. Władysława Andersa. Otrzymał przydział do 5 Kresowego pułku artylerii przeciwpancernej. Został dowódcą dywizjonu, a potem kwatermistrzem pułku. Przeszedł cały szlak bojowy (w tym bitwę o Monte Cassino). Po wojnie i rozwiązaniu 2 Korpusu pozostał na emigracji. Resztę życia spędził w Londynie. 
Stopień majora otrzymał 15 sierpnia 1956 r. Zarządzeniem Prezydenta RP (na emigracji) z dnia 19 sierpnia 1964 r. został mianowany podpułkownikiem. Zmarł 3 marca 1978 r. Pochowany został na cmentarzu Gunnersbury (kwatera CB).
Żona Janina z Olszewskich, córka Stanisława i Marii z Przybylskich. Ze związku Janiny i Stefana Bogusławskich zrodził się syn Stanisław (ur. 1929), który z Janiną Plisiecką ma córkę Annę Bogusławską (ur. 1959).

## Ordery i odznaczenia
- Krzyż Kawalerski Orderu Odrodzenia Polski
- Krzyż Walecznych (dwukrotnie: 1920, 1944)
- Srebrny Krzyż Zasługi
- Krzyż Pamiątkowy Monte Cassino nr 22042[3]
- Gwiazda za Wojnę 1939–1945 (Wielka Brytania)
- Gwiazda Italii (Wielka Brytania)
- Medal Króla Jerzego VI (Wielka Brytania)